# Nuit de meurtre
Pour plus de détails, voir Fiche technique et Distribution.
Nuit de meurtre (Nightkill) est un film américain réalisé par Ted Post en 1980.

## Fiche technique
- Titre français : Nuit de meurtre[1]
- Titre original : Nightkill
- Réalisation : Ted Post
- Production : David Gil, Richard Hellmann et Ingrid Windisch
- Scénario : Joan Andre et John Case
- Musique : Günther Fischer
- Montage : Gary Griffin et Patrick McMahon
- Costumes : Kati Berking
- Photographie : Anthony B. Richmond
- Langue : anglais
- Pays d'origine :  États-Unis,
- Format : Couleurs - 2,35 : 1 - 35 mm - Dolby
- Genre : thriller, drame
- Durée : 104 minutes
- Distribution :
  - États-Unis : National Broadcasting Company (NBC)[2]
- Dates de sorties :
  - États-Unis : 18 décembre 1980[2]
  - France : 1985 (sortie vidéo)[1]

## Distribution
- Jaclyn Smith (VF : Martine Messager) : Katherine Atwell
- Robert Mitchum (VF : Jean-Claude Michel) : Donner / Rodriguez
- Mike Connors (VF : Edmond Bernard) : Wendell Atwell
- James Franciscus (VF : Bernard Murat) : Steve Fulton
- Fritz Weaver (VF : Jean-François Laley) : Herbert Childs
- Sybil Danning (VF : Béatrice Delfe) : Monika Childs
- Tina Menard : Consuela
- Melanie MacQueen : Alice
- Belinda Mayne : Christine
- Michael Anderson Jr. : Lt. Donner
- Ramona Bair : Social Worker
- Paty Lombard : Avis Girl

### Tournage
Le film a été tourné en Arizona.